# Wiadrów

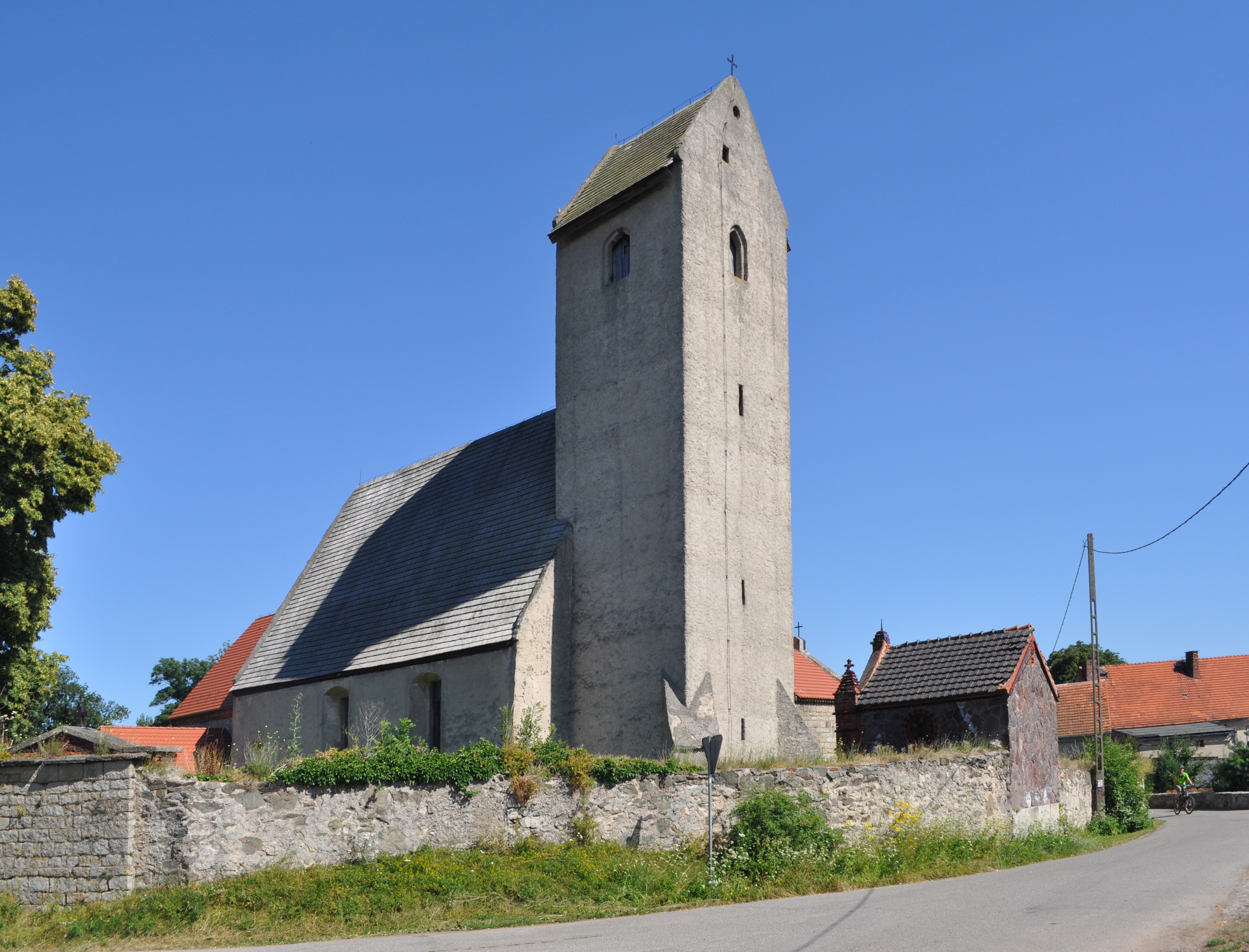
Heilig-Kreuz-Kirche

Wiadrów (deutsch Wederau) ist ein Dorf in der Landgemeinde Paszowice (Poischwitz) im Powiat Jaworski  der Woiwodschaft Niederschlesien in Polen. 

## Lage
Wiadrów liegt ca. acht Kilometer südlich von Jawor (Jauer). 

## Geschichte
Der Ort wurde 1371 in einer Urkunde als Wederow erwähnt. Vermutlich errichteten Mitte des 16. Jahrhunderts die damaligen Eigentümer von Reibnitz an Stelle einer in den Hussitenkriegen zerstörten mittelalterlichen Festung ein neues Schloss. Mitte des 17. Jahrhunderts gehörte das Gut Georg Siegmund von Tschirnhaus. Nach dem Ersten Schlesischen Krieg fiel Wederau mit dem größten Teil Schlesiens 1741/42 an Preußen. Wederau gehörte bis 1932 zum Kreis Bolkenhain.
1845 zählte das Dorf 74 Häuser, 627 Einwohner (37 katholisch und der Rest evangelisch), eine 1742 gegründete evangelische Pfarrkirche (eingepfarrt: Wederau, Falkenberg, Offenbahr, Nieder-Polkau, Preilsdorf und Blumenau), eine evangelische Schule mit einem Lehrer und einem Hilfslehrer, eine katholische Majoratskirche mit eigenem Widum, Adjunkt der Pfarrkirche in Blumenau (eingepfarrt: Offenbahr, Ober- und Nieder-Polkau, Ober- und Nieder-Preilsdorf und Falkenberg), zwei Vorwerke, zwei Wassermühlen, vier Wirtshäuser, 19 Handwerker und vier Händler.
Nach der Auflösung des Kreises Bolkenhain wurde Wederau 1933 dem Kreis Jauer zugeschlagen. Seit 1945 gehört der Ort zu Polen. Die deutsche Bevölkerung wurde in der Folgezeit, sofern sie nicht schon vorher geflohen waren, vertrieben. 1975–1998 gehörte Wiadrów zur Woiwodschaft Legnica.

## Sehenswürdigkeiten
- Römisch-katholische Filialkirche Heilig-Kreuz (polnisch kościół filialny p.w. Podwyższenia Krzyża). Die im 13. Jahrhundert gegründete Kirche wurde in der Reformationszeit um 1530 evangelisch und 1654 restituiert. Die evangelischen Gläubigen hielten sich zunächst zur Friedenskirche vor Jauer.
- Ruine der evangelisch-lutherischen Pfarrkirche. Die Erlaubnis zur Gründung der Parochie gab Graf Tschirnhaus am 10. April 1742. Bereits am 25. Juli 1742 erfolgte die Einweihung. 1788 wurde die Kirche als massiv mit einem Turm auf dem Dach und einer Orgel beschrieben.[2] Nach 1945 verfallen. Heute Ruine
- Schloss Wederau (polnisch Pałac w Wiadrowie) mit einem Landschaftspark[3]